# Mesoconius obtusiconus
Mesoconius obtusiconus är en tvåvingeart som beskrevs av Günther Enderlein 1922. Mesoconius obtusiconus ingår i släktet Mesoconius och familjen skridflugor.
Artens utbredningsområde är Peru. Inga underarter finns listade i Catalogue of Life.